# Pierre-Joseph Proudhon
Pierre-Joseph Proudhon (15. února 1809, Besançon - 19. ledna 1865, Passy) byl francouzský typograf a vzdělanec-samouk, raně socialistický myslitel, který zpopularizoval tvrzení jako „vlastnictví je krádež“ a „Bůh je zlý“. Byl také vůbec prvním, kdo sám sebe nazval anarchistou, naplňuje tak poprvé pojem anarchie pozitivním významem. Je zakladatelem politicko-ekonomického systému, tzv. mutualismu, a teoretikem samosprávy pracujících.

## Životopis
Pierre-Joseph Proudhon se narodil 15. února 1809 na předměstí Besançon. Jeho otec, Claude-Francois Proudhon, pracoval jako bednář a sládek v malém pivovaru, jeho matka Catherine byla služebná. Již v útlém věku Proudhon pociťoval následky chudoby, jelikož jeho rodina neměla dost peněz na knihy do školy a někdy ani na jídlo. Navštěvoval místní školu, kde získal stipendium, ale byl nucen vzdělání ukončit a jít pracovat aby pomohl rodině, nicméně nikdy se nepřestal vzdělávat. V 18 letech se stal učedníkem v tiskařském obchodě a o rok později se přesunul do tiskařské společnosti jednoho z jeho bývalých spolužáků, Antoinea Gauthiera. Zde se postupně vypracoval až na pozici korektora tisku. To mu dovolilo se seznámit s Gustavem Fallotem, kterému upravil jeho latinská skripta.
Poté, co se v roce 1830 vyučil tovaryšem, začal cestovat po Francii. Právě v tu dobu mu jeho přítel Fallot nabídl proplacení studia filozofie v Paříži. Tuto nabídku, i přes značné obavy o jeho kariéru v tisku, nakonec přijal. Studium se mu ale po čase přestalo líbit, jelikož byl obklopen zbohatlíky, proto preferoval samostudium a toužil se vrátit do Besançon. Přání se mu vyplnilo, jelikož Fallot onemocněl a nebyl schopen Proudhona finančně podporovat.
Čas strávený v Paříži vyvolal v Proudhonovi touhu po studiu filozofie. Proto zažádal v roce 1838 o stipendium na akademii v Besançonu. To nakonec získal, jelikož všechny ohromil svojí dosavadní prací a schopností se sám vzdělávat.
Po Únorové francouzské revoluci 1848 byl zvolen zástupcem Ateliers Nationaux, které se snažilo nezaměstnaným získat práci. V roce 1849 byl uvězněn za články proti prezidentu Národního shromáždění Napoleonu III. Během svého pobytu ve vězení napsal dvě knihy, oženil se a dokonce měl své první dítě. Po propuštění v roce 1852 připravoval své vrcholné dílo Justice dans la Revolution et dans l'égile, ve které se snažil parafrázovat Charlese Lemaira, nicméně hrozba dalšího pobytu ve vězení ho donutila vyhledat exil v Belgii. V roce 1863 se vrací zpátky do Francie a 19. ledna 1865 umírá.

## Dílo

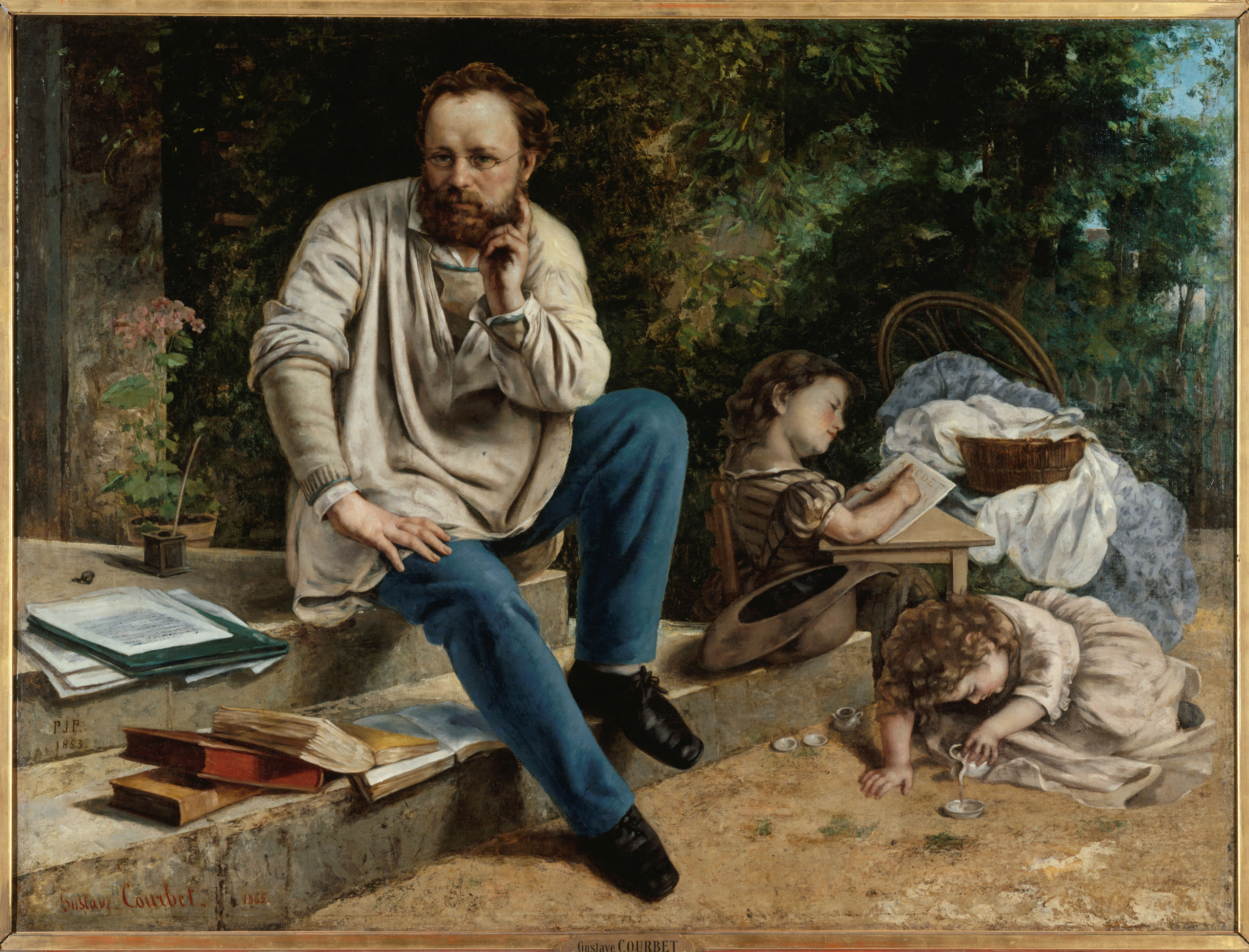
Pierre-Joseph Proudhon s dětmi Gustave Courbet, 1865

Proudhonovo dílo se odvíjí od dvou základních myšlenkových kategorií: individualismu a rovnosti. Odmítá nadvládu státní moci nad individuem a soukromé vlastnictví, ideální formou společnosti je podle něj volně provázané sdružení samostatně hospodařících rodin (tzv. federalismus). Tuto svou vizi proměny společnosti Proudhon zformuloval již v raném díle Discours sur la célébration du Dimanche (1839). V téže knize se Proudhon zabývá některými tématy, jež se objevují i v teoretické koncepci jeho současníka, zakladatele sociologie Augusta Comta:
- člověk dluží společnosti více, než kolik jí dává – odtud však Proudhon (v přímém rozporu s Comtem) vyvozuje názor, že všichni jednotlivci si mají být rovni a je nepřípustné, aby si někteří z nich nárokovali privilegia na úkor ostatních,
- společenské revoluci musí předcházet revoluce lidského vědění.

Proudhon se ovšem od Comta (ale i např. od Saint-Simona) liší svým bytostným odporem k elitářství. Je si jist, že poznání zákonů, ovlivňujících chod věcí, je přístupné všem lidem bez rozdílu, a odmítá separovanou vrstvu vědců a manažerů, kteří by byli právě kvůli svému vyššímu vědění zvýhodňováni.
Ve svém dalším díle Co je to vlastnictví? (orig. Qu'est-ce que la propriété? ou Recherche sur le principe du Droit et du Gouvernement, 1840) poprvé Proudhon prezentuje svou slavnou tezi o vlastnictví coby krádeži. Na rozdíl od Marxe ovšem Proudhon nežádá naprosté zrušení soukromého vlastnictví, ale jeho univerzalizaci. Domnívá se například, že velké podniky mají patřit všem, zatímco v malých podnicích má být pozice majitele rovná s pozicí jeho zaměstnanců.
Proudhon zavádí koncept „kolektivní síly“, jehož prostřednictvím řeší problém vztahu mezi individui. Ze spolupráce jednotlivců vzniká nová kvalita, která je vyšší než prostý souhrn sil zúčastněných – soukromé vlastnictví je pak zločinem tehdy, umožňuje-li si individuálně přivlastnit statek, který byl vytvořen kolektivně. Práce je tak podle Proudhona jediným legálním způsobem nabytí vlastnictví. Díky kolektivní síle se společnost jeví jako organický útvar, schopný sledovat své vlastní cíle, a Proudhon se tak přiklání k chápání společnosti jako bytosti nadané vlastním životem. Svým pojetím dělby práce v mnohém předjímá stanovisko Émila Durkheima. Velmi důrazně ovšem polemizuje s pojetím společenského kontraktu v pojetí Jean-Jacques Rousseaua a shledává jej utlačivým. Proudhon považuje za oprávněné jen takové kontrakty, které lidi navzájem spojují, nikoli však omezují. Nejvýznamnější formou kontraktu shledává rodinu a podobně jako Comte se obává, že bez rodiny se celá sociální konstrukce zhroutí.
Proudhon se domnívá, že je třeba uznávat pouze tzv. „věčné zákony“, jimiž se společnost řídí bez ohledu na aktuálně panující poměry. Zároveň věří v sílu a schopnosti občanské společnosti, která je podle něj schopna spontánní organizace. Z těchto přesvědčení pak pramení jeho již zmíněný anarchismus a neúcta ke společenským zákonům, stejně jako neúprosná kritika zastupitelské demokracie i komunismu.